# Huyền Trân Công chúa
Huyền Trân Công chúa  (chữ Hán: 玄珍公主; sinh năm 1287, mất ngày 9 tháng 1 năm 1340), là công chúa đời nhà Trần, Hòa thân công chúa, là con gái của Trần Nhân Tông, em gái của Trần Anh Tông, vợ thứ 3 của vua Chế Mân. Năm 1306, Huyền Trân công chúa được gả cho Quốc vương Chiêm Thành là Chế Mân (tiếng Phạn: Jaya Sinhavarman III) để đổi lấy hai châu Ô, Lý (từ đèo Hải Vân, Thừa Thiên Huế đến phía bắc Quảng Trị ngày nay). Sau khi vua Chế Mân chết, Huyền Trân công chúa hồi hương trở về Đại Việt mang theo nhiều của cải được vua Chế Mân ban phát trước đó và cả người hầu Chăm về cùng. Câu chuyện về Huyền Trân công chúa được truyền tụng trong dân gian, không chỉ vì lý do chính trị mà còn về khía cạnh văn hóa thơ, ca nhạc cũng như nghệ thuật sân khấu.

## Cuộc đời
Công chúa không rõ tên thật, theo dã sử Đền thờ Huyền Trân công chúa tại Huế, bà được cho là hạ sinh vào năm 1289, mẹ công chúa có thể là Khâm Từ Bảo Thánh hoàng hậu - trưởng nữ của Hưng Đạo đại vương Trần Quốc Tuấn. Tuy nhiên, cũng có khả năng bà là con gái của Tuyên Từ hoàng hậu, em gái của Khâm Từ hoàng hậu. Năm 1301, Thái thượng hoàng Trần Nhân Tông nhận lời mời, du ngoạn vào Chiêm Thành, được Quốc vương Chiêm Thành là Chế Mân tiếp đãi nồng hậu, có ở lại trong cung điện Chiêm Thành gần 9 tháng. Khi ra về, Thái thượng hoàng có hứa gả con gái cho Chế Mân, mặc dù khi đó Chế Mân đã có 2 người vợ là Vương Hậu Bhaskaradevi (nguyên phối) và Vương hậu Tapasi, người Java (Indonesia ngày nay). Sau đó nhiều lần, Chế Mân cử sứ sang hỏi về việc hôn lễ, nhưng nhiều quan lại nhà Trần phản đối, chỉ có Văn Túc vương Trần Đạo Tái và Nhập nội hành khiển Trần Khắc Chung chủ trương tán thành.
Năm Bính Ngọ, Hưng Long năm thứ 14 (1306), tháng 6, Chúa Chiêm Thành là Chế Mân dâng hai châu Ô, Rý (còn gọi là Lý) làm hồi môn, vua Trần Anh Tông khi đó mới đồng ý gả Công chúa Huyền Trân cho Chế Mân. Công chúa khi về Chiêm Thành, được phong làm Vương hậu thứ 3 với phong hiệu là Paramecvari . Năm Đinh Mùi (1307), vào tháng 5, quốc vương Chế Mân chết. Nghĩa là chỉ một năm sau khi cuộc liên hôn giữa Đại Việt và Chiêm Thành diễn ra. Khi đó, Hoàng hậu Paramecvari ( Huyền Trân công chúa) vừa hạ sinh Thái tử Chế Đa Đa không lâu. Thái tử Chế Đa Đa được vua Chế Mân phong chức thái tử từ khi con trong bụng mẹ, Ông hi vọng thái tử sau này sẽ là một vị minh quân chăm lo cho thần dân hai nước Chămpa và Đại Việt, gắn kết thêm tình hữu nghị hai nước.
Theo Đại Việt sử ký chép lại, Trần Anh Tông liền cử Hành khiển Trần Khắc Chung sang viếng tang, và đón công chúa về. Trần Khắc Chung đưa công chúa về Đại Việt bằng đường biển. Cuộc hải hành này kéo dài tới một năm. Trong cuộc hành trình trở về, công chúa chỉ đi một mình, để lại con thơ là Thế tử Chế Đa Đa, không thể mang con về cùng vì đó là thế tử của Chămpa. Về sau, Đại Việt sử ký không còn bất kỳ ghi chép nào về hành trạng của công chúa.

## Cuối đời

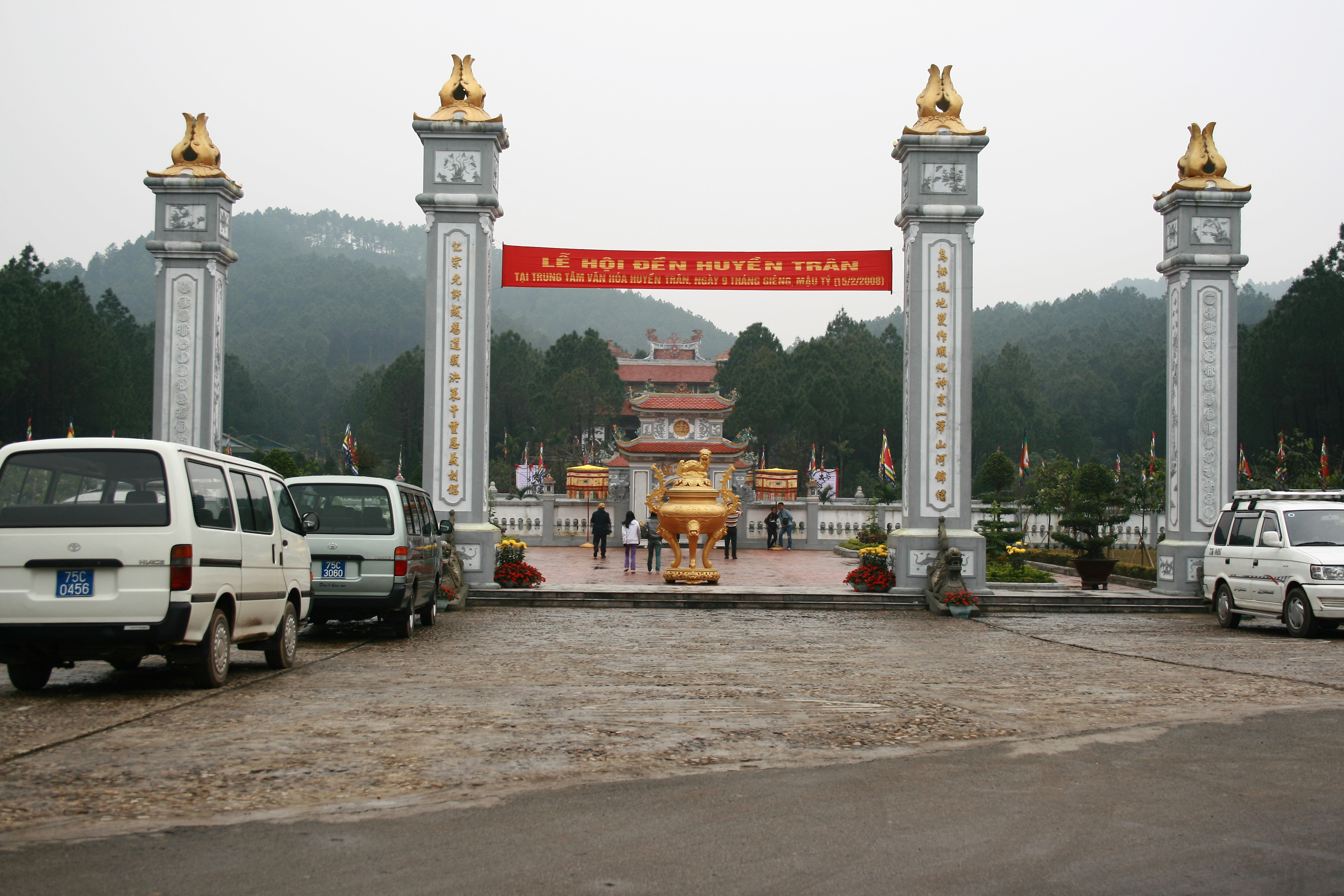
Điện thờ Huyền Trân Công Chúa tại Huế

Theo dã sử và thần tích tại đền thờ của bà, sau khi bà trở về Thăng Long thì theo di mệnh của Thái Thượng hoàng, công chúa xuất gia ở núi Trâu Sơn (nay thuộc Bắc Ninh). Công chúa thọ Bồ tát giới và được ban pháp danh Hương Tràng (香幢). Cuối năm Tân Hợi (1311), Hương Tràng cùng một thị nữ trước đây, bấy giờ đã quy y đến làng Hổ Sơn, huyện Thiên Bản (nay thuộc Nam Định), lập am dưới chân núi Hổ để tu hành. Sau đó, am tranh trở thành điện Phật, tức chùa Hổ Sơn hay còn gọi là Quảng Nghiêm Tự.
Bà mất ngày mồng 9 tháng giêng năm Canh Thìn (1340). Dân chúng quanh vùng thương tiếc và tôn bà là Thần Mẫu và lập đền thờ cạnh chùa Hổ Sơn. Ngày công chúa mất sau này hàng năm trở thành ngày lễ hội đền Huyền Trân trên núi Ngũ Phong ở Huế. Các triều đại sau đều sắc phong công chúa Huyền Trân là thần hộ quốc. Nhà Nguyễn ban chiếu ghi nhận công lao của công chúa Huyền Trân "trong việc giữ nước giúp dân, có nhiều linh ứng", nâng bậc tăng là "Trai Tĩnh Trung Đẳng Thần" .

## Nhận định
Một số người đời sau cho rằng câu chuyện Huyền Trân lên giàn thiêu có phần thêu dệt, chuyện nêu lý do công chúa phải lên giàn hỏa chỉ là cớ do sách Việt sau này viết thêm. Theo tiến sĩ Po Dharma, Huyền Trân công chúa không thể hội đủ điều kiện để xin lên giàn hỏa thiêu vì nếu theo truyền thống Champa xưa, đây là một vinh dự và chỉ có Vương hậu chính thức mới được phép hoả thiêu trên giàn hỏa thiêu với chồng của mình. Trong kinh điển theo đạo Bà La Môn đều không nhắc đến tục lệ này của người Champa, chưa chắc đã có tục lệ như thế. Cho dù có tục lệ đó đi nữa, thì việc hỏa táng phải tổ chức trong vòng 7 ngày sau khi chết, vì khí hậu nhiệt đới không cho phép bảo quản thi hài được lâu hơn, đến khi tin đưa về Đại Việt và dù Trần Khắc Chung có lên tàu sang ngay cũng không thể nào kịp, trong điều kiện giao thông thời đó. Chuyện Trần Khắc Chung tư thông với Huyền Trân có thể là vì bị gièm pha, đồn thổi vì sự chênh lệch tuổi tác quá lớn và Trần Khắc Chung được tiếng đạo đức, trên tàu còn rất nhiều người khác cùng đi, như là An Phủ Sứ Đặng Vân (Đặng Thiệu), không dễ dàng hành động.
- Sử thần Ngô Sĩ Liên trong Đại Việt Sử ký Toàn thư chê trách chuyện này:

Ngày xưa Hán Cao Hoàng vì nước Hung Nô nhiều lần làm khổ biên cương, mới lấy con gái nhà dân làm công chúa gả cho thiền vu. Kết hôn với người không cùng giống nòi, các tiên nho đã từng chê trách, song dụng ý là muốn binh yên, dân nghỉ, thì còn có thể nói được. Nguyên Đế thì vì Hô Hàn sang chầu, xin làm rể nhà Hán, nên lấy nàng Vương Tường mà ban cho, cũng là có cớ. Còn như Nhân Tông đem con gái gả cho chúa Chiêm Thành là nghĩa làm sao? Nói rằng nhân khi đi chơi đã trót hứa gả, sợ thất tín thì sao không đổi lại lệnh đó có được không? Vua giữ ngôi trời mà Thượng hoàng đã xuất gia rồi, vua đổi lại lệnh đó thì có khó gì, mà lại đem gả cho người xa không phải giống nòi để thực hiện lời hứa trước, rồi sau lại dùng mưu gian trá cướp về, thế thì tín ở đâu 
- Theo Phạm Văn Sơn trong Việt sử toàn thư: Duy việc Trần Khắc Chung lập mưu đưa Huyền Trân trở về nước sau khi Chiêm Vương qua đời, dù muốn sao ta cũng phải nhận là một việc bất tín đối với Chiêm Thành. Thì phản ứng của nước Chiêm là lẽ dĩ nhiên và chính đáng. Còn người Việt đã thắng một canh bạc không lương thiện lắm lại còn ra bộ não nùng xót xa[16].
- Trích lưu bút của bà Trương Mỹ Hoa, nguyên phó Chủ tịch nước Cộng hoà xã hội chủ nghĩa Việt Nam lưu tại điện thờ Huyền Trân Công Chúa, Huế: Có những vấn đề của phụ nữ phải được giải quyết từ Quốc gia, có những vấn đề của Quốc gia phải giải quyết từ người phụ nữ.

## Trong thơ ca nghệ thuật

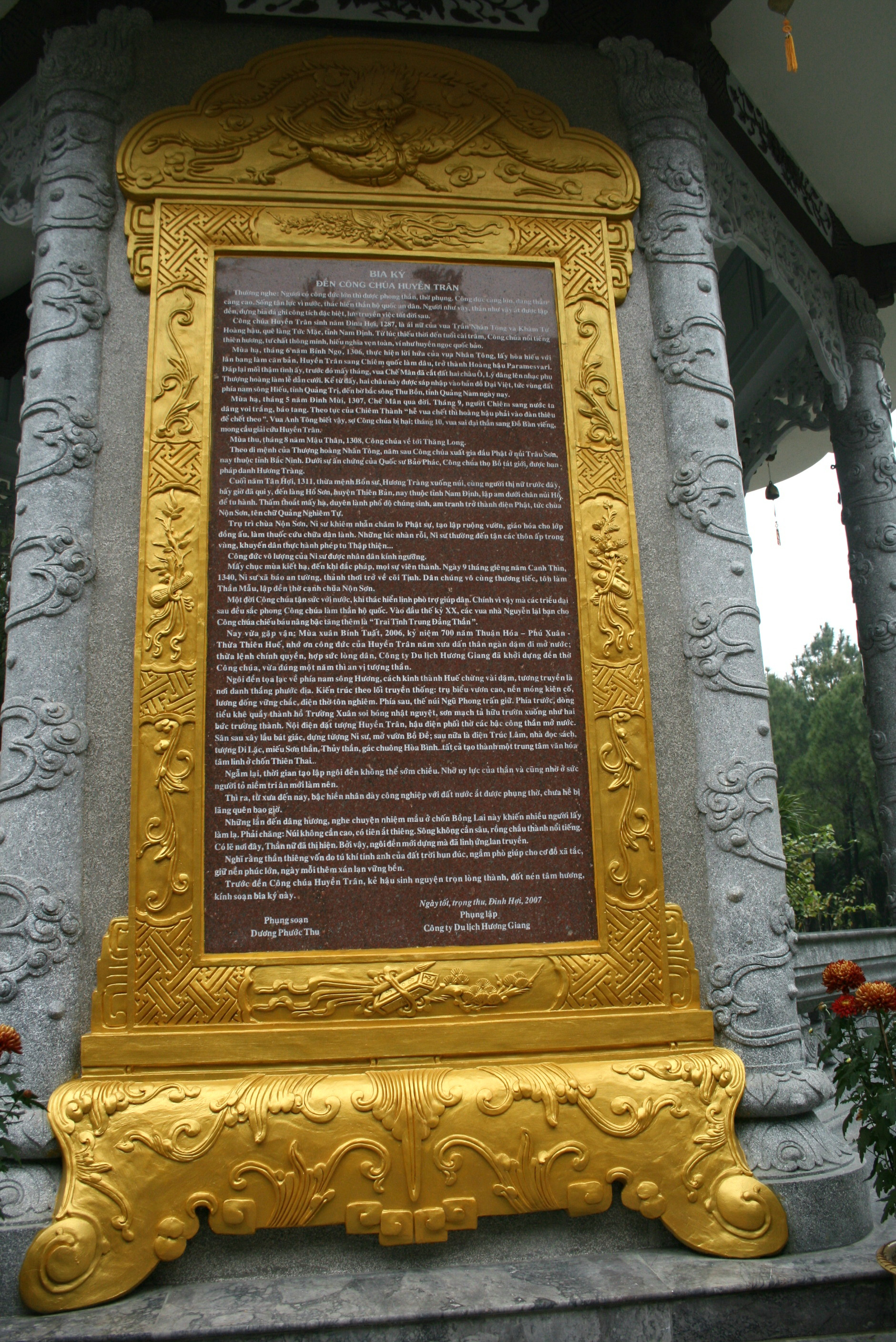
Bia ký tại Điện thờ Huyền Trân Công Chúa, Huế

Câu chuyện về Huyền Trân đã trở thành một đề tài trong thi ca, nghệ thuật.
Trong dân gian, có lẽ vì thời đó người Việt coi người Chăm là dân tộc thấp kém nên đã có câu:
Tiếc thay cây quế giữa rừng
Để cho thằng Mán thằng Mường nó leo
Tương truyền là bài "Nước non ngàn dặm" theo điệu Nam Bình, có người cho rằng chính công chúa đã soạn ra trong lúc đi đường sang Chiêm:
Nước non ngàn dặm ra đi...
Mối tình chi!
Mượn màu son phấn
Đền nợ Ô, Lý.
Xót thay vì,
Đương độ xuân thì.
Số lao đao hay là nợ duyên gì?...
Nhạc sĩ Phạm Duy cũng dùng những chữ đầu trong bài này để viết thành ca khúc "Nước non ngàn dặm ra đi", nói về tâm sự của Huyền Trân công chúa khi sang Chiêm Quốc:
Nước non ngàn dặm ra đi...
Dù đường thiên lý xa vời
Dù tình cố lý chơi vơi
Cũng không dài bằng lòng thương mến người...
Một số tác phẩm có nói đến Huyền Trân như:
Âm nhạc
- Trường ca Con đường Cái Quan của Phạm Duy

Năm tê trong lúc sang Xuân
Tôi theo Công chúa Huyền Trân tôi lên đường
Đường máu xương đã lắm oán thương
Đổi sắc hương lấy cõi giang san
Tôi đi theo bước ái tình
Đi cho trăm họ được hòa bình ấm no
Đèo núi cao nghe gió vi vu
Thổi phấn son bay tới kinh đô....
- Tiễn biệt Huyền Trân của Phạm Duy phổ thơ Đào Tiến Luyện
- Nước non ngàn dặm ra đi của Phạm Duy
- Huyền Trân Công chúa của nhạc sĩ Nguyễn Hiền
- Nhớ của nhạc sĩ Châu Kỳ
- Tình sử Huyền Trân của Nam Lộc
- Sương gió Chiêm Thanh - cổ nhạc

Thơ
- Công chúa Huyền Trân của Hoàng Cao Khải (?)

Đổi chác khôn ngoan khéo nực cười,
Vốn đà không mất lại thêm lời,
Hai châu Ô Lý vuông ngàn dặm,
Một gái Huyền Trân của mấy mươi... !
- Tiễn biệt Huyền Trân của Đào Tiến Luyện
- Tổ quốc (Lời Huyền Trân Công Chúa từ biệt Thăng Long đêm trước khi về làm vợ vua Chiêm Thành) của Trần Mạnh Hảo

Tiểu thuyết lịch sử
- Bộ "Bão táp triều Trần" của Hoàng Quốc Hải gồm 4 tập: Bão táp cung đình, Thăng Long nổi giận, Huyền Trân Công chúa, Vương triều sụp đổ, được xuất bản lần đầu cả bộ năm 2003. Dịch giả Chapuis Gérard đã hoàn thành bản dịch Huyền Trân Công Chúa/Requiem pour une Princesse sang tiếng Pháp cuối năm 2009 và dự kiến phát hành năm 2012 [cần dẫn nguồn].